# Barrafranca
Barrafranca település Olaszországban, Szicília régióban, Enna megyében. Lakosainak száma 11 813 fő (2023. január 1.). Barrafranca Mazzarino, Pietraperzia, Piazza Armerina és Riesi községekkel határos.

## Népesség
A település népességének változása:
| Lakosok száma | 13 212 | 12 960 | 11 813 |
|               | 2017   | 2018   | 2023   |